# Pritchett College
Le Pritchett College est un institut fondé à Glasgow (Missouri) en 1866 sous le nom Pritchett School Institute et qui a existé jusqu'en 1922.

## Histoire
Ses premières classes ont commencé dans les bâtiments qui abritaient auparavant le Female Seminary Glasgow. Le révérend James O. Swinney organise l'école et fournit les fonds. Le premier conseil d'administration, nommé par le conseil municipal de Glasgow, est composé de James O. Swinney, Henry C. Cockerill et Joshua Belden. Son premier Président est Carr Waller Pritchett, Sr..
L'école est alors chrétienne, non confessionnelle et l'admission mixte. Elle compte à sa fondation 146 élèves puis en 1869, après l'achat de nouveaux terrains et la construction d'un nouveau bâtiment, accueille 200 étudiants.
Carr Waller Pritchett prend sa retraite en 1873 et est remplacé par Oren Root, Jr qui reste Président jusqu'en 1876. En 1876, l'institut compte 160 élèves et propose des cours préparatoires de troisième cycle. Les dix premières années, une cinquantaine d'étudiants sont diplômés dont 24 B.A et 2 M.A..
Soumis à de sévères problèmes financiers, une fusion avec la Central Methodist University (en) est envisagée en 1878 puis avec le Lewis College (en) en 1880. En 1897, le Pritchett School Institute prend le nom de Pritchett College puis en 1917, les enseignements supérieurs cessent. En juin 1922, l'école ferme définitivement ses portes.

## Liste des présidents
- Carr Waller Pritchett (1866 - 1872)
- Oren Root II (en) (1873 – 1876)
- R. Thompson Bond (1877 – 1880)
- Joseph Henry Pritchett (1881 – 1884)
- Joel Sutton Kendall (1885 – 1894)
- C. C. Hemenway (1894 – 1904)
- Uriel Sebree Hall (1905 – 1917)
- Oscar Dahlene (en) (1917 – 1920)
- Elizabeth Jeffreys (1920 - 1922)

## Ancien élève
- Henry Smith Pritchett